# Tornike Tsjakadoea
Tornike Tsjakadoea (ur. 5 października 1996) – holenderski judoka. Dwukrotny olimpijczyk. Zajął piąte miejsce w Tokio i siedemnaste w Paryżu. Walczył w wadze ekstralekkiej.
Uczestnik mistrzostw świata w 2018, 2019, 2021, 2022 i 2024. Startował w Pucharze Świata w latach 2016-2018. Siódmy na igrzyskach europejskich w 2019, a także mistrzostwach Europy w 2022. Trzeci na MŚ kadetów w 2013 roku.

## Letnie Igrzyska Olimpijskie 2020
| Konkurencja | Eliminacje                        | Eliminacje                  | Eliminacje            | Repasaże             | Finały                 | Klas. końcowa |
| Konkurencja | Przeciwnik I                      | Przeciwnik II               | 1/4                   | Przeciwnik I         | o 3 miejsce            | Miejsce       |
| ----------- | --------------------------------- | --------------------------- | --------------------- | -------------------- | ---------------------- | ------------- |
| 60 kg       | Daszdawaagijn Amartüwszin (MGL) Z | Robert Mszwidobadze (RUS) Z | Yang Yung-wei (TPE) P | Artem Łesiuk (UKR) Z | Jełdos Smietow (KAZ) P | 5.            |

## Letnie Igrzyska Olimpijskie 2024
| Konkurencja | Eliminacje             | Klas. końcowa |
| Konkurencja | Przeciwnik I           | Miejsce       |
| ----------- | ---------------------- | ------------- |
| 60 kg       | Jełdos Smietow (KAZ) P | 17.           |